# Championnats du monde simple distance de patinage de vitesse 2023
Navigation
Heerenveen 2022 Édition suivante
Les Championnats du monde simple distance de patinage de vitesse 2023 se déroulent à Heerenveen aux  du 10 au 12 mars 2023. L'événement est organisé par l'Union internationale de patinage (ISU).
Il y a seize épreuves au total : huit pour les hommes et huit pour les femmes. Les différentes distances sont le 500 mètres, le 1 000 mètres, le 1 500 mètres, 5 000 mètres (3 000 pour les femmes) et 10 000 mètres (5 000 pour les femmes). Les trois autres épreuves sont la poursuite par équipes, le sprint par équipes et un départ mass start.

## Palmarès

### Résultats
| Épreuves             | Or                                                                      | Or       | Argent                                                         | Argent   | Bronze                                                                        | Bronze   |
| -------------------- | ----------------------------------------------------------------------- | -------- | -------------------------------------------------------------- | -------- | ----------------------------------------------------------------------------- | -------- |
| Hommes               |                                                                         |          |                                                                |          |                                                                               |          |
| 500 m                | Jordan Stolz                                                            | 34.10    | Laurent Dubreuil                                               | 34.46    | Wataru Morishige                                                              | 34.48    |
| 1 000 m              | Jordan Stolz                                                            | 1:07.11  | Thomas Krol                                                    | 1:07.78  | Cornelius Kersten                                                             | 1:08.02  |
| 1 500 m              | Jordan Stolz                                                            | 1:43.59  | Kjeld Nuis                                                     | 1:43.82  | Thomas Krol                                                                   | 1:44.30  |
| 5 000 m              | Patrick Roest                                                           | 6:08.94  | Davide Ghiotto                                                 | 6:11.12  | Bart Swings                                                                   | 6:13.06  |
| 1 000 m              | Davide Ghiotto                                                          | 12:41.35 | Jorrit Bergsma                                                 | 12:55.64 | Ted-Jan Bloemen                                                               | 13:01.84 |
| Sprint par équipe    | Canada- Laurent Dubreuil - Christopher Fiola - Antoine Gélinas-Beaulieu | 1:19.26  | Pays-Bas- Wesly Dijs - Hein Otterspeer - Merijn Scheperkamp    | 1:19.67  | Norvège- Håvard Holmefjord Lorentzen - Bjørn Magnussen - Henrik Fagerli Rukke | 1:19.80  |
| Poursuite par équipe | Pays-Bas- Marcel Bosker - Patrick Roest - Beau Snellink                 | 3:38.26  | Canada- Antoine Gélinas-Beaulieu - Connor Howe - Hayden Mayeur | 3:38.43  | Norvège- Allan Dahl Johansson - Peder Kongshaug - Sverre Lunde Pedersen       | 3:40.93  |
| Mass start           | Bart Swings                                                             | 60 pts   | Bart Hoolwerf                                                  | 40 pts   | Andrea Giovannini                                                             | 23 pts   |
| Femmes               |                                                                         |          |                                                                |          |                                                                               |          |
| 500 m                | Femke Kok                                                               | 37.28    | Vanessa Herzog                                                 | 37.33    | Jutta Leerdam                                                                 | 37.54    |
| 1 000 m              | Jutta Leerdam                                                           | 1:13.03  | Antoinette Rijpma-de Jong                                      | 1:14.26  | Miho Takagi                                                                   | 1:14.37  |
| 1 500 m              | Antoinette Rijpma-de Jong                                               | 1:53.54  | Ragne Wiklund                                                  | 1:54.30  | Miho Takagi                                                                   | 1:54.39  |
| 3 000 m              | Ragne Wiklund                                                           | 3:56.86  | Irene Schouten                                                 | 3:57.40  | Martina Sáblíková                                                             | 3:58.35  |
| 5 000 m              | Irene Schouten                                                          | 6:41.25  | Ragne Wiklund                                                  | 6:46.15  | Martina Sáblíková                                                             | 6:47.78  |
| Sprint par équipe    | Canada- Ivanie Blondin - Carolina Hiller - Brooklyn McDougall           | 1:26.29  | États-Unis- McKenzie Browne - Kimi Goetz - Erin Jackson        | 1:26.58  | Chine- Jin Jingzhu - Li Qishi - Zhang Lina                                    | 1:27.86  |
| Poursuite par équipe | Canada- Ivanie Blondin - Valérie Maltais - Isabelle Weidemann           | 2:54.58  | Japon- Momoka Horikawa - Sumire Kikuchi - Ayano Sato           | 2:57.30  | États-Unis- Giorgia Birkeland - Brittany Bowe - Mia Kilburg                   | 3:00.39  |
| Mass start           | Marijke Groenewoud                                                      | 66 pts   | Ivanie Blondin                                                 | 40 pts   | Irene Schouten                                                                | 22 pts   |

### Tableau des médailles
| Rang  | Nation          | Or | Argent | Bronze | Total |
| ----- | --------------- | -- | ------ | ------ | ----- |
| 1     | Pays-Bas        | 7  | 7      | 3      | 17    |
| 2     | Canada          | 3  | 3      | 1      | 7     |
| 3     | États-Unis      | 3  | 1      | 1      | 5     |
| 4     | Norvège         | 1  | 2      | 2      | 5     |
| 5     | Italie          | 1  | 1      | 1      | 3     |
| 6     | Belgique        | 1  | 0      | 1      | 2     |
| 7     | Japon           | 0  | 1      | 3      | 4     |
| 8     | Australie       | 0  | 1      | 0      | 1     |
| 9     | Tchéquie        | 0  | 0      | 2      | 2     |
| 10    | Chine           | 0  | 0      | 1      | 1     |
| 10    | Grande-Bretagne | 0  | 0      | 1      | 1     |
| Total | Total           | 16 | 16     | 16     | 48    |